# 陳利成
陳利成（英語：Chan Lee-shing，1966年—），香港民主派人士，前香港黃大仙區議會彩雲西選區議員，民主黨成員。

## 政治生涯
從1994年區議會選舉起，陳利成就在彩雲南選區當選區議員，至2011年交棒予沈運華。
2019年11月24日，陳利成重返政壇，參與區議會選舉，在彩雲西選區以3,501票，擊敗僅得2,936票，尋求連任的工聯會譚美普，成功重返議會。於2021年7月9日辭去區議員一職。